# Edier Frejd
Edier Frejd (Cali, 16 dicembre 1979) è un ex calciatore svedese di origini colombiane, di ruolo difensore.

## Carriera

### Club
Frejd iniziò la carriera in patria, con la maglia dell'Elfsborg. Esordì nella Allsvenskan il 22 luglio 2001, subentrando a Christian Lundström nella sconfitta per 3-0 contro il Djurgården. Nel 2002 passò agli spagnoli del Las Palmas. Tornò poi in patria, per giocare nel GAIS.
Nel 2007, emigrò nella vicina Norvegia per vestire la maglia del Raufoss. Debuttò in squadra il 9 aprile, nel pareggio per 2-2 contro il Notodden. Il 6 maggio segnò nella vittoria per 2-1 sullo Sparta Sarpsborg.
Nel 2009 fu ingaggiato dal Kongsvinger. Giocò il primo incontro in squadra il 5 aprile, nella vittoria per 3-2 sullo HamKam (segnò una delle reti per il club). Contribuì alla promozione del Kongsvinger nella Tippeligaen. Il 14 marzo 2010 esordì allora nella massima divisione norvegese, nella sconfitta per 2-0 in casa dello Strømsgodset. Al termine della stagione, però, la squadra retrocesse.
Frejd firmò allora per il Sandnes Ulf, per cui giocò il primo match il 3 aprile 2011, quando fu sconfitto per 1-0 dal Bryne. Si svincolò al termine del campionato 2014, conclusosi con la retrocessione della sua squadra.
Libero da vincoli contrattuali, passò allora all'Eskilstuna City, formazione per cui avrebbe ricoperto anche il ruolo di assistente allenatore, oltre che quello di giocatore.